# Oscilador de cristal
Un oscilador de cristal es un circuito oscilador electrónico que utiliza la resonancia mecánica  de un cristal vibratorio de material piezoeléctrico para crear una señal eléctrica con una frecuencia precisa. Esta frecuencia se utiliza comúnmente para controlar el tiempo, como en los relojes de cuarzo, para proporcionar una señal de reloj estable para circuitos integrados digitales y para estabilizar las frecuencias de los transmisores y receptores de radio. El tipo más común de resonador piezoeléctrico utilizado es el cristal de cuarzo, por lo que los circuitos osciladores que los incorporan se conocieron como osciladores de cristal, pero existen otros materiales piezoeléctricos como las cerámicas policristalinas que se utilizan en circuitos similares.
Un oscilador de cristal, en particular uno que utiliza un cristal de cuarzo, funciona distorsionando el cristal con un campo eléctrico, cuando se aplica voltaje a un electrodo cerca o sobre el cristal; una propiedad conocida como electrostricción o piezoelectricidad inversa. Cuando se elimina el campo eléctrico, el cuarzo -que oscila a una frecuencia precisa- genera un campo eléctrico al volver a su forma anterior, y esto puede generar un voltaje. El resultado es que un cristal de cuarzo se comporta como un circuito RLC, pero con un Q mucho más alto.
Los cristales de cuarzo se fabrican para frecuencias desde unas pocas decenas de kilohercios hasta cientos de megahercios. Se fabrican más de dos mil millones de osciladores de cristal al año. La mayoría se utilizan para dispositivos de consumo como relojes de pulsera, relojes, radios, ordenadores y teléfonos móviles. Los cristales de cuarzo también se encuentran en el interior de equipos de prueba y medición, como contadores, generadores de señales y osciloscopios. 

## Historia

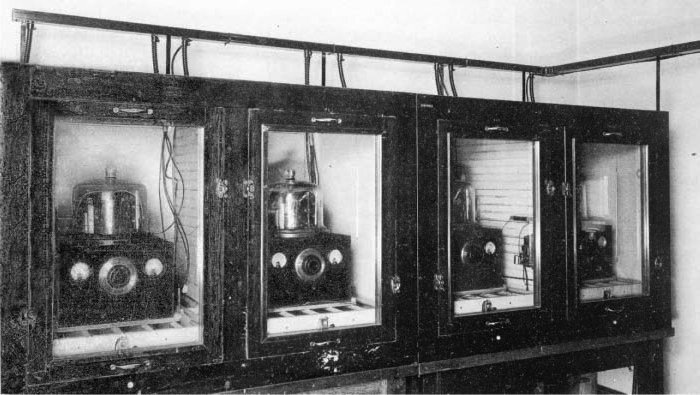
Osciladores de cristal de 100 kHz en la Oficina Nacional de Normas de EE. UU., que sirvieron como estándar de frecuencia para los Estados Unidos en 1929

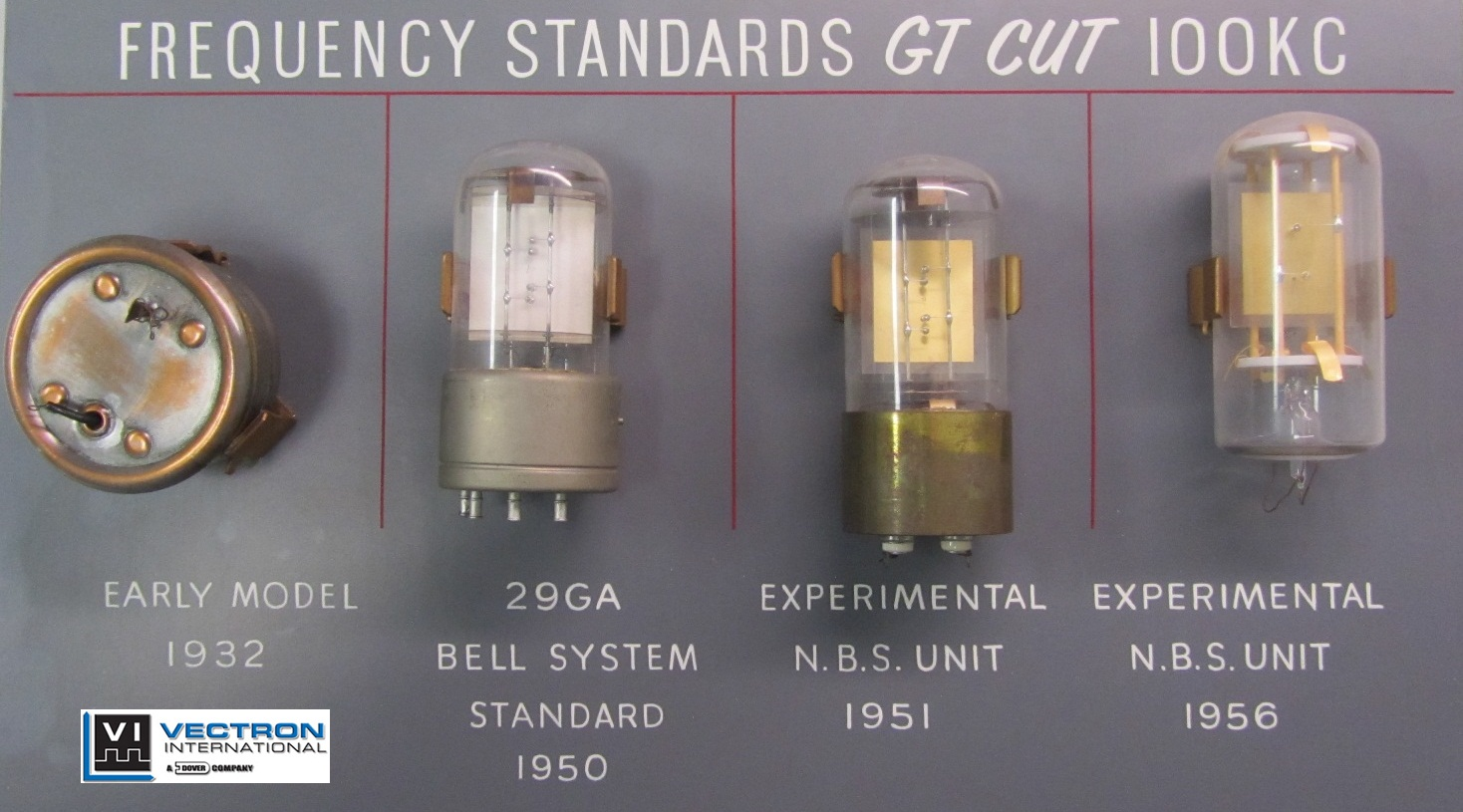
Primeros osciladores de cristal de los Laboratorios Bell (Colección Internacional Vectron)

La piezoelectricidad fue descubierta por Jacques y Pierre Curie en 1880. Paul Langevin fue el primero en investigar resonadores de cuarzo para su uso en sonar durante la Primera Guerra Mundial. El primer oscilador controlado por un cristal, que utilizaba un cristal de sal de Seignette, fue construido en 1917 y patentado en 1918 por Alexander M. Nicholson de los Laboratorios Bell, aunque su prioridad fue disputada por Walter Guyton Cady, quien construyó el primer oscilador de cristal de cuarzo en 1921.
Otros de los primeros innovadores en el desarrollo de los osciladores de cristal de cuarzo fueron G. W. Pierce y Louis Essen.
Los osciladores de cristal de cuarzo se desarrollaron para referencias de frecuencia de alta estabilidad durante las décadas de 1920 y 1930. Antes de los cristales, las estaciones de radio controlaban su frecuencia con circuitos LC, que podían desviarse fácilmente de la frecuencia en 3-4 kHz. Dado que a las estaciones de radiodifusión se les asignaban frecuencias con una diferencia de tan solo 10 kHz (América) o 9 kHz (en otros lugares), la interferencia entre estaciones adyacentes debido a la deriva de frecuencia era un problema común. En 1925, Westinghouse instaló un oscilador de cristal en su estación insignia KDKA, y en 1926, los cristales de cuarzo se utilizaban para controlar la frecuencia de muchas estaciones de radiodifusión y eran populares entre los operadores radioaficionados. En 1928, Warren Marrison de los Laboratorios Bell desarrolló el primer reloj de cristal de cuarzo. Con precisiones de hasta 1 segundo en 30 años (30 ms/año o 0,95 ns/s), los relojes de cuarzo reemplazaron a los relojes de péndulo de precisión como los cronometradores más precisos del mundo hasta que se desarrollaron los relojes atómicos en la década de 1950. Utilizando el trabajo inicial de los Laboratorios Bell, la American Telephone and Telegraph Company (AT&T) estableció finalmente su división de Productos de Control de Frecuencia, que luego se escindió y hoy se conoce como Vectron International.
Varias empresas comenzaron a producir cristales de cuarzo para uso electrónico durante esta época. Utilizando lo que ahora se consideran métodos primitivos, se produjeron alrededor de 100.000 unidades de cristal en los Estados Unidos durante 1939. Durante la Segunda Guerra Mundial, los cristales se fabricaron a partir de cristal de cuarzo natural, prácticamente en su totalidad procedente de Brasil. La escasez de cristales durante la guerra causada por la demanda de un control de frecuencia preciso de los sistemas de radiocomunicación y los radares militares y navales estimuló la investigación de posguerra sobre el cultivo de cuarzo sintético, y en 1950 se desarrolló un proceso hidrotermal para el cultivo de cristales de cuarzo a escala comercial en los Laboratorios Bell. En la década de 1970, prácticamente todos los cristales utilizados en electrónica eran sintéticos.
En 1968, Juergen Staudte inventó un proceso fotolitográfico para fabricar osciladores de cristal de cuarzo mientras trabajaba en North American Aviation (posteriormente, Rockwell) que les permitió fabricarlos lo suficientemente pequeños para productos portátiles como los relojes de pulsera.
Aunque los osciladores de cristal siguen utilizando cristales de cuarzo, cada vez son más comunes los dispositivos que utilizan otros materiales, como los resonadores cerámicos.

Modos de oscilación de un cristal

## Características
El oscilador de cristal se caracteriza por su estabilidad de frecuencia y pureza de fase, dada por el resonador.
La frecuencia es estable frente a variaciones de la tensión de alimentación. La dependencia con la temperatura depende del resonador, pero un valor típico para cristales de cuarzo es de 0' 005% del valor a 25 °C, en el margen de 0 a 70 °C.
Estos osciladores admiten un pequeño ajuste de frecuencia, con un condensador en serie con el resonador, que aproxima la frecuencia de este, de la resonancia serie a la paralela. Este ajuste se puede utilizar en los VCO para modular su salida.